# Thèse d’État
Die thèse d’État war eine Form der wissenschaftlichen Abschlussarbeit in Frankreich, die von 1808 bis 1984 bestand. Mit ihrer erfolgreichen Verteidigung in einer Disputation (soutenance) wurde der staatliche Grad des doctorat d’État erworben, zum Teil ergänzt durch die Bezeichnung der jeweiligen Fachrichtung (z. B. doctorat ès lettres für Geistes- oder doctorat ès sciences für Naturwissenschaften).
Die thèse d’État ist eine recht ausführliche wissenschaftliche Abschlussarbeit und zwischen Dissertation und Habilitation anzusiedeln. Die thèse d’Etat war die Voraussetzung für den Wechsel schulischer Lehrkräfte der Sekundarstufe hin zur Anstellung an einer Universität. Dies war seit den 1880er Jahren der gängige Karriereweg für französische Historiker, die zunächst an einer Universität Geschichte studierten, dann nach der Agrégation als Zulassungsprüfung für Lehrer an eine höhere Schule wechselten, um schließlich nach einer gewissen Zeit als Lehrkraft nun als Wissenschaftler wieder an eine Universität zu wechseln.
Die Anforderungen an die thèse d’État waren je nach Fachbereich unterschiedlich. Vor allem in den Geisteswissenschaften (lettres), aber auch den Naturwissenschaften (sciences) waren sie sehr hoch, die Vorbereitung dauerte dort in den 1970er-Jahren in der Regel fünf bis zehn Jahre. Folglich wurde das doctorat d’État in diesen Bereichen nur selten vergeben und war eher mit der Habilitation als mit der Promotion in den deutschsprachigen Ländern vergleichbar. In den rechts- und staatswissenschaftlichen Disziplinen und der Medizin war der staatliche Doktorgrad leichter und schneller zu erwerben. In der Medizin war er sogar der regelmäßige Ausbildungsabschluss und Voraussetzung für die Eröffnung einer Arztpraxis. Aufgrund der hohen Hürden für das doctorat d’État in den Geistes- und Naturwissenschaften wurde zwischen 1954 und 1963 für einzelne Fakultäten das doctorat de 3e cycle als Zwischengrad eingeführt, das schon in zwei Jahren erworben werden konnte. Dieses war kein staatliches Diplom, sondern wurde von den einzelnen Universitäten vergeben.
Infolge des von Alain Savary initiiterten Gesetzes über die höhere Bildung von 1984 (loi Savary) wurden das doctorat d’État und das doctorat de 3e cycle durch einen einheitlichen Doktorgrad ersetzt, der noch einige Jahre nach seiner Einführung « doctorat nouveau » genannt wurde. Als höhere Qualifikation für angehende Hochschullehrer wurde die Habilitation à diriger des recherches (HDR) eingeführt.